# Huckleberry Finn (film, 1974)
Série
Tom Sawyer
(1973)
Pour plus de détails, voir Fiche technique et Distribution.
Huckleberry Finn est un film américain réalisé par J. Lee Thompson, sorti en 1974. C'est la suite du film Tom Sawyer sorti l'année précédente.

## Synopsis
Dans les années 1840 au Missouri, Huckleberry Finn veut échapper à son père alcoolique et violent et s'associe à Jim, un esclave en fuite.

## Fiche technique
- Titre : Huckleberry Finn
- Réalisation : J. Lee Thompson
- Scénario : Robert B. Sherman et Richard M. Sherman d'après le roman Les Aventures de Tom Sawyer de Mark Twain
- Musique : Fred Werner
- Photographie : László Kovács
- Montage : Michael F. Anderson
- Production : Arthur P. Jacobs
- Société de production : Reader's Digest et Apjac International
- Société de distribution : United Artists (États-Unis)
- Pays de production :  États-Unis
- Genre : Aventure, drame, historique et film musical
- Durée : 118 minutes
- Dates de sortie : 
  - États-Unis : 24 mai 1974
  - France : 1974

## Distribution
- Jeff East : Huckleberry Finn
- Paul Winfield : Jim
- Harvey Korman : le Roi
- David Wayne : le Duc
- Arthur O'Connell : le colonel Grangerford
- Gary Merrill : Pap
- Natalie Trundy : Mme. Loftus
- Lucille Benson : Widder Douglas
- Kim O'Brien : Maryjane Wilks
- Jean Fay : Susan Wilks
- Ruby Leftwich : Mlle. Watson
- Odessa Cleveland : la femme de Jim
- Joe Boris : Jason
- Danny Lantrip : Kyle
- Van Bennett : Wayne
- Linda Watkins : Mme. Grangerford
- Jean Combs : Mlle. Emmeline
- Francis Fawcett : Mlle. Charlotte
- Suzanne Prystup : Mlle. Maryanne
- H.L. Rowley : Horatio
- Doris Owens : Marybelle
- Frank Mills : Buck
- Sherree Sinquefield : Mlle. Sophia

## Accueil
Le Los Angeles Times a qualifié le film de « déplaisant » et le New York Times l'a qualifié « d'ennuyeux ».